# Squelette du cheval

Squelette d'un cheval

Le squelette du cheval a trois fonctions principales. Il protège les organes vitaux, fournit un cadre, et soutient les parties molles du corps. Les chevaux ont généralement 205 os. Le membre pelvien contient généralement 19 os, tandis que le membre thoracique contient 20 os.

## Fonctions des os
Les os remplissent trois fonctions principales dans le système squelettique ; ils agissent comme des leviers, ils stockent les minéraux et sont le site de formation des globules rouges. Les os peuvent être classés en cinq catégories
1. Os longs : aident à la locomotion, stockent les minéraux et agissent comme des leviers. Ils se trouvent principalement dans les membres.
2. Os courts : absorber la commotion. Trouvés dans les articulations telles que le genou, le jarret et le boulet.
3. Os plats : entourent les cavités corporelles contenant des organes. Les côtes sont des exemples d'os plats.
4. Os irréguliers : Protègent le système nerveux central. La colonne vertébrale est constituée d'os irréguliers.
5. Sésamoïdes : os incrustés dans un tendon. Les sésamoïdes digitaux proximaux du cheval sont simplement appelés « os sésamoïdes » par les cavaliers, son sésamoïde digital distal est appelé os naviculaire.

Les ligaments et les tendons maintiennent le système squelettique ensemble. Les ligaments maintiennent les os aux os et les tendons maintiennent les os aux muscles. Les membranes synoviales se trouvent dans les capsules articulaires, où elles contiennent du liquide synovial, qui lubrifie les articulations. Les os sont recouverts d'une membrane résistante appelée périoste, qui recouvre tout l'os à l'exclusion des zones d'articulation.

## Ligaments
Les ligaments fixent l'os à l'os et sont essentiels pour stabiliser les articulations ainsi que les structures de soutien. Ils sont constitués d'un matériau fibreux généralement assez résistant. En raison de leur apport sanguin relativement faible, les blessures ligamentaires mettent généralement beaucoup de temps à guérir.
Les ligaments du haut du corps comprennent:
- Ligaments nucaux et supraspineux: le ligament nucal s'attache à la face dorsale des vertèbres cervicales . Sa section dorsale s'étend de la protubérance occipitale du crâne (le pollen) au garrot, puis se rétrécit pour devenir le ligament supraspineux. Il relie également les 2 à 7 vertèbres cervicales aux 1 à 3 vertèbres thoraciques . Son objectif principal est de soutenir la tête et de lui permettre d'être déplacée vers le haut ou vers le bas.
- Ligaments intercapitaux: se situent entre la première à la onzième côte. Aident à prévenir la hernie discale thoracique.

Les ligaments des jambes comprennent:
- Ligament suspenseur: part de l'arrière de l'os du canon (entre les deux os de l'attelle), puis se divise en deux branches et se fixe aux os sésamoïdes au bas du boulet. Les branches continuent vers le bas et s'attachent aux tendons extenseurs. Le but principal de la suspension est de soutenir l' articulation du boulet, l'empêchant de s'étendre excessivement . Les blessures à ce ligament sont une cause importante de boiterie chez les chevaux de performance. Le suspenseur est un muscle modifié, l'équivalent équin du muscle interosseux, qui contient à la fois des fibres tendineuses et des fibres musculaires résiduelles[1]
- Ligaments interosseux: connectez l'os du canon à chaque os d'attelle. Une lésion de ce ligament produit la condition connue sous le nom de « attelles ».
- Ligaments de contrôle proximal et distal: Le ligament de contrôle proximal provient du radius et se fixe au tendon fléchisseur numérique superficiel. Le contrôle distal provient du ligament carpien palmaire et se fixe au tendon fléchisseur numérique profond, à environ 2/3 du métacarpe.
- Ligament plantaire: dans la patte arrière, descend le long du côté latéral du tarse, s'attache aux os fibulaires, au 4e tarse et au 3e métatarsien. Les blessures entraînent une condition connue sous le nom de « trottoir ».
- Ligaments inter-sésamoïdes: ligaments de soutien, passant entre les deux os sésamoïdes.
- Ligaments sésamoïdes distaux: vont des os sésamoïdes aux deux os du paturon. Important dans l' appareil de séjour .
- Ligament impar: passe entre l'os naviculaire et la 3e phalange.
- Ligament annulaire: fait le tour de l'arrière du boulet, entourant les tendons fléchisseurs et leur gaine tendineuse, se fixant aux os sésamoïdes. Il aide à soutenir le boulet et fournit une "poulie" fermée pour le passage des tendons fléchisseurs.
- Ligament sacrosciatique: provient du sacrum et des vertèbres coccygiennes, s'insère dans le bassin.

## Squelette axial

Crâne de cheval (race inconnue).

Le squelette axial, qui contient le crâne, la colonne vertébrale, le sternum et les côtes, est lui aussi marqué par des adaptations à la course. Le sternum est constitué de plusieurs sternèbres, qui fusionnent pour former un os, attachées aux 8 « vraies » paires de côtes, sur un total de 18.
La colonne vertébrale contient généralement 54 os : 7 vertèbres cervicales comme presque tous les mammifères, y compris l'atlas (C1) et l'axe (C2) qui soutiennent et aident à déplacer le crâne (les vertèbres du cheval sont allongées et séparées par des disques fibro-élastiques, constituées d'os épais, ce qui, en association avec des muscles fléchisseurs, extenseurs et rotateurs, favorise la souplesse et la mobilité de la longue encolure) ; 18 (ou rarement 19) thoraciques (alors que la majeure partie des espèces de mammifères en possède 13) courtes, maintenues par de puissants ligaments ; 5-6 lombaires dont les processus articulaires sont très engainants (la colonne thoracique et lombaire forme un pont thoraco-lombaire très rigide qui permet le soutien de la masse viscérale très volumineuse, et sert de transmission à l’avant-main des forces propulsives exprimées par les membres pelviens) ; 5 sacrées (qui fusionnent pour former le sacrum) ; 15 à 25 vertèbres caudales avec une moyenne de 18 (peu développées et mobiles, elles n'interviennent pas dans la locomotion, mais jouent un rôle essentiel pour chasser les mouches). Des différences de nombre peuvent survenir, en particulier chez certaines races. Par exemple, certains Arabes, mais pas tous, peuvent avoir 5 vertèbres lombaires, par opposition aux 6, 17 vertèbres thoraciques habituelles (et côtes) au lieu de 18 et 16 ou 17 vertèbres caudales au lieu de 18. Le garrot du cheval est constitué par les apophyses dorsales vertébrales des vertèbres thoraciques numéros 5 à 9.
Le crâne se compose de 34 os et contient quatre cavités: la cavité crânienne, la cavité orbitale, la cavité buccale et la cavité nasale. La cavité crânienne renferme et protège le cerveau et supporte plusieurs organes sensoriels. La cavité orbitaire entoure et protège l'œil. La cavité buccale est un passage vers les systèmes respiratoire et digestif. La cavité nasale mène dans le système respiratoire et comprend de vastes sinus paranasaux . La cavité nasale contient des cornets qui protègent la membrane muqueuse qui tapisse la cavité de l'air chaud inspiré. Le crâne se compose de quatorze os majeurs
1. Os incisif (prémaxillaire): partie de la mâchoire supérieure; où les incisives s'attachent
2. Os nasal: recouvre la cavité nasale
3. Os maxillaire: un gros os qui contient les racines des molaires
4. Mandibule: partie inférieure de la mâchoire; le plus gros os du crâne
5. Os lacrymal: contient le canal nasolacrymal, qui transporte le liquide de la surface de l'œil vers le nez
6. Os frontal: crée le front du cheval
7. Os pariétal: s'étend du front à l'arrière du crâne
8. Os occipital: forme l'articulation entre le crâne et les premières vertèbres du cou (l'atlas)
9. Os temporal: contient l'éternel méat acoustique, qui transmet le son de l'oreille à la cochlée (tympan)
10. Os zygomatique: s'attache à l'os temporal pour former l'arc zygomatique (pommette)
11. Os palatin: forme l'arrière du palais dur
12. Sphénoïde: formé par la fusion des os basophénoïdes et présphénoïdes fœtaux, à la base du crâne. Peut se fracturer chez les chevaux qui se cabrent en arrière.
13. Vomer: forme le haut de l'intérieur de la cavité nasale
14. Pterygoid: petit os attaché au sphénoïde qui s'étend vers le bas

## Squelette appendiculaire

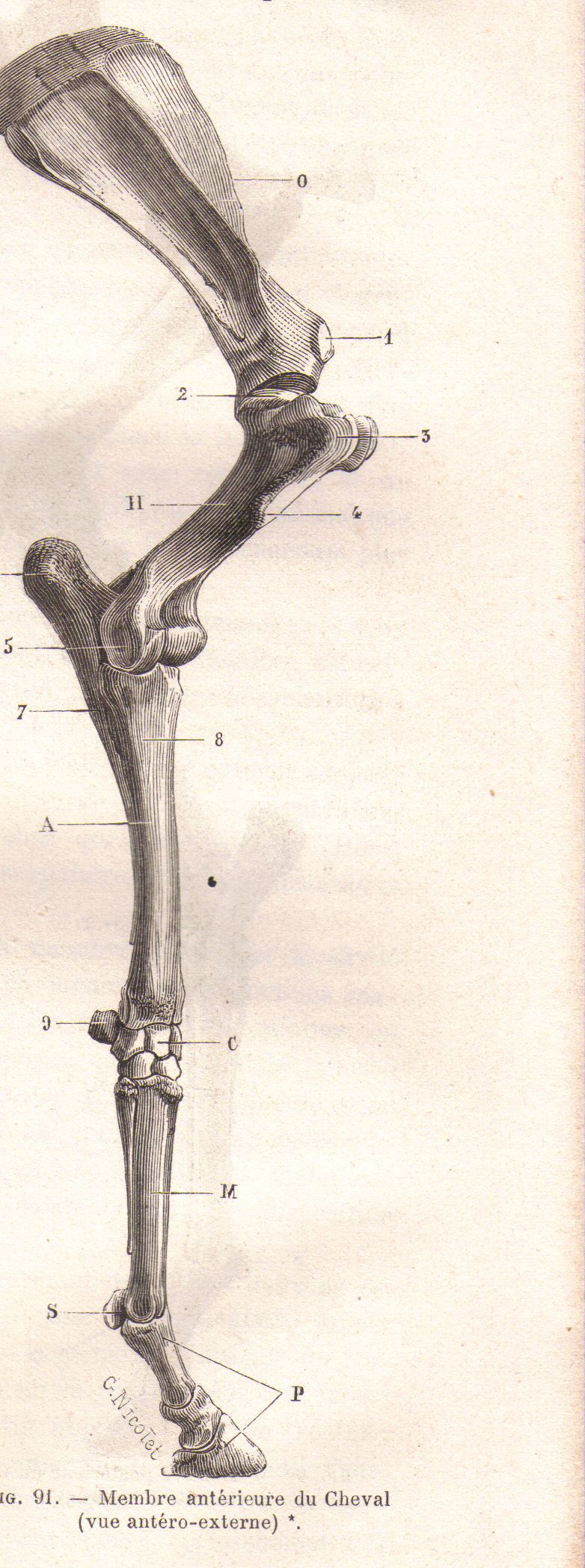
Squelette des membres antérieurs appendiculaires

Le squelette appendiculaire est représenté par des membres chiridiens (membres à trois segments classiques) qui caractérisent les Vertébrés Tétrapodes. L'allongement des segments, le redressement de l'autopode, la transformation du métapode (perpendiculaire au sol) en os canon et la régression des doigts latéraux (ne subsiste que le doigt III très élargi et protégé par un sabot. Des châtaignes et ergots vestigiaux correspondent aux doigts I, II et IV) sont des adaptations à la course quadrupède du cheval. Il contient les membres antérieurs et postérieurs. Le membre postérieur se fixe à la colonne vertébrale via le bassin, tandis que le membre antérieur ne se fixe pas directement à la colonne vertébrale (car un cheval n'a pas de clavicule), et est plutôt suspendu en place par les muscles et les tendons. Cela permet une grande mobilité du membre avant et est en partie responsable de la capacité du cheval à replier ses jambes en sautant. Bien que la patte arrière ne supporte qu'environ 40 % du poids de l'animal, elle crée la majeure partie du mouvement vers l'avant du cheval et est stabilisée par des attaches à la colonne vertébrale.

### Os et articulations importants du membre antérieur
- scapula (omoplate): os plat avec une grande zone de cartilage qui forme partiellement le garrot. La longueur et l'angle des épaules sont très importants pour les cavaliers lors de l'évaluation de la conformation .
- Humérus : se situe entre l'omoplate et le radius, faisant un angle d'environ 55 degrés vers le bas et vers l'arrière. (Mal orthographié dans l'image comme "Humercus")
- Radius : s'étend du coude, où il s'articule avec l'humérus, et se déplace vers le bas jusqu'au carpe. Il forme «l'avant-bras» du cheval avec le cubitus.
- Ulna : caudal au radius, il est généralement partiellement fusionné à cet os chez un cheval adulte.
- Articulation de l'épaule (articulation scapulo-humérale): a généralement un angle de 120 à 130 degrés lorsque le cheval est debout, qui peut s'étendre à 145 degrés et fléchir à 80 degrés (par exemple lorsque le cheval saute et fait un obstacle).
- Articulation du coude (articulation huméroradiale): articulation de la charnière qui peut fléchir de 55 à 60 degrés.
- Carpus (genou): se compose de 7 à 8 os placés sur 2 rangées pour former 3 articulations. Le 1er os carpien n'est présent que 50% du temps. Ce qui sur les humains est le poignet.

### Os et articulations importants de la jambe arrière

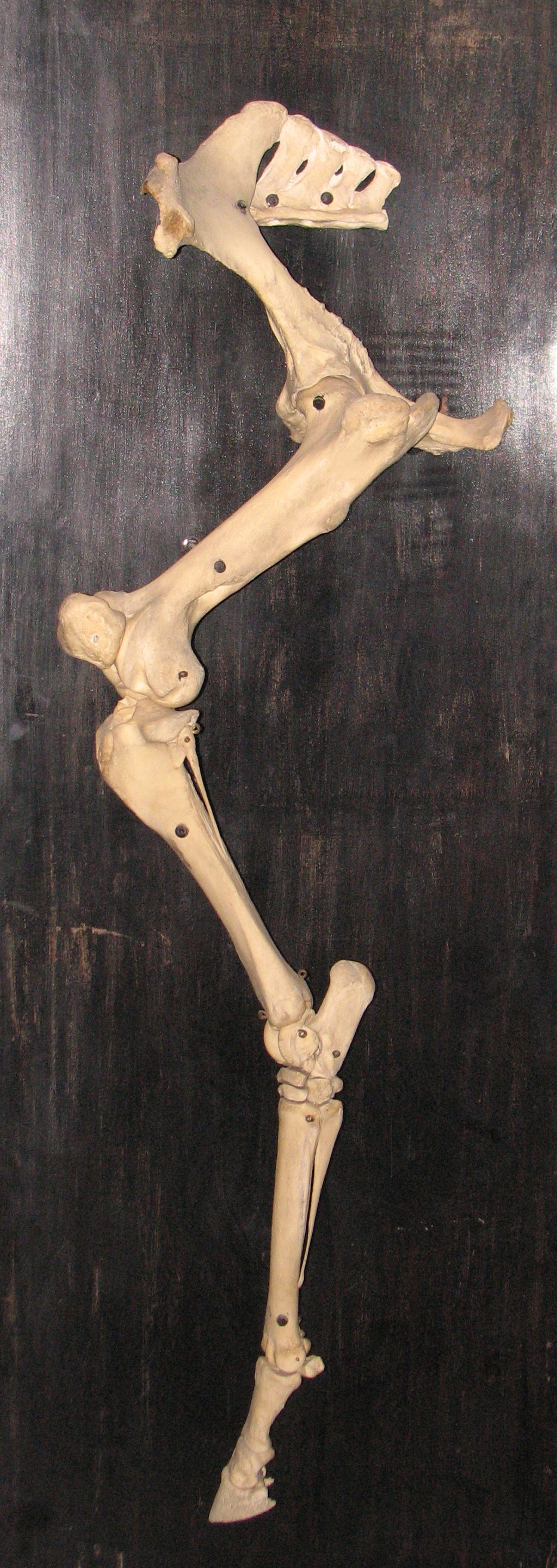
Squelette appendiculaire des membres postérieurs

- Bassin: composé de l'os coxae, le plus grand des os plats chez un cheval. Il est composé de l' ilion, de l' ischion et du pubis . À la jonction de ces trois os se trouve une cavité appelée acétabulum, qui agit comme la cavité de l'articulation de la hanche. La cavité pelvienne a un diamètre plus grand chez la jument que chez l'étalon, offrant plus de place au poulain lors de la naissance.
- Fémur : le plus gros os long chez un cheval. Proximalement, il forme une articulation à rotule avec le bassin pour former l'articulation de la hanche, et distalement il rencontre le tibia et la rotule au niveau de l'articulation du grasset. Il sert de point d'attache pour les muscles fessiers profonds et moyens, ainsi que pour les ligaments accessoires et ronds.
- Rotule
- Tibia : va du grasset au jarret. L'extrémité proximale fournit la fixation pour les ligaments rotuliens, les ligaments méniscaux, les ligaments croisés et les ligaments collatéraux du grasset. L'extrémité distale fournit la fixation pour les ligaments collatéraux du jarret.
- Fibula : complètement fusionné au tibia chez la plupart des chevaux.
- Articulation de la hanche : Articulation sphérique constituée de l'acétabulum du bassin et du fémur. C'est très stable.
- Articulation de grasset (articulation fémoro-patellaire): en fait composée de trois compartiments articulaires: l'articulation fémoro-patellaire, l'articulation fémoro-tibiale médiale et l'articulation fémoro-tibiale latérale, qui sont stabilisées par un réseau de ligaments. Le grasset a un angle articulaire d'environ 150 degrés.
- Tarse (jarret): se compose de 6 os (dont l'un est composé des 1er et 2e os du tarse fusionnés) alignés sur 3 rangées. Le plus gros os du jarret, le calcanéum ou os du tarse fibulaire, correspond au talon humain et crée le tubercule calcique (pointe du jarret). C'est à ce point que se fixent le tendon du gastrocnémien, des parties du biceps fémoral et des parties du fléchisseur numérique superficiel.

### Os du membre inférieur
Les os du membre inférieur, présents à la fois dans les pattes avant et arrière, comprennent l' os du canon (3e métacarpien / 3e métatarsien), les os d'attelle (2e et 4e métacarpien / métatarsien), les os sésamoïdes proximaux, le long métacarpe (proximal ou 1re phalange), paturon court (milieu ou 2e phalange), os de cercueil (distal ou 3e phalange) et os naviculaire (sésamoïde distal). Il existe généralement de légères différences dans ces os lorsque l'on compare l'avant et l'arrière. Le 3e métatarsien est environ 1/6 plus long que le 3e métacarpien. De même, les 2e et 4e métatarsiens sont plus longs que leur homologue frontal. Dans la patte arrière, la 1re phalange est plus courte et la 2e phalange est plus longue que dans la patte avant. De plus, les 2e et 3e phalanges sont plus étroites dans le membre postérieur. L'angle créé par ces trois os dans la patte arrière est plus raide d'environ 5 degrés, ce qui rend l'angle du paturon plus raide derrière que devant.

## Troubles du système squelettique
- Arthrite (cheval)
  - Maladie dégénérative des articulations (DJD), telle que spavine osseuse, ringbone, omarthrite
  - Maladie inflammatoire des articulations telle que carpite (entorse du genou), osselets
- Desmite dégénérative du ligament suspenseur (DSLD) et entorses du ligament suspenseur
- Fractures
- Rotule verrouillée (libération rotulienne retardée ou fixation intermittente de la rotule vers le haut)
- Maladie naviculaire
- Ostéochondrose (cheval)
- Sésamoïdite

### Maladie articulaire chez les chevaux
Les chevaux de sport, comme les athlètes humains, exercent une forte pression sur leurs os et leurs articulations. Cela est particulièrement vrai si le cheval saute, galope ou effectue des virages soudains ou des changements de rythme, comme on peut le voir chez les chevaux de course, les sauteurs, les concours complets, les poneys de polo, les rênes et les chevaux de performance occidentaux. Un pourcentage élevé de chevaux de performance développent de l'arthrite, surtout s'ils sont travaillés intensément lorsqu'ils sont jeunes ou sur de mauvaises bases.
Le traitement de la maladie articulaire précoce implique souvent une combinaison de gestion et de nutraceutiques. Des médicaments intramusculaires, intraveineux et intra-articulaires peuvent être ajoutés à mesure que la maladie progresse. Des thérapies avancées, telles que la protéine antagoniste du récepteur de l'interleukine 1 (IRAP) et les traitements par cellules souches, sont disponibles pour les cas aigus.